# Carlos Marinelli
Carlos Ariel Marinelli (* 14. März 1982 in Villa de Mayo, Provinz Buenos Aires) ist ein ehemaliger argentinischer Fußballspieler.

## Karriere
Der argentinische Mittelfeldspieler erlernte in seiner Geburtsstadt Buenos Aires das Fußballspielen und schaffte es dort auch 1999 in die Profi-Mannschaft. In Middlesbrough spielte er konstant gut und wurde 2003 auch beim Hamburger SV ins Gespräch gebracht.
Von 2007 bis 2008 spielte der Argentinier mit italienischem Pass bei den Kansas City Wizards auf seiner Lieblingsposition des Zehners in der MLS. Nach mehreren Stationen in Südamerika wechselte er im Jahr 2010 zu Győri ETO FC nach Ungarn. Dort kam er lediglich zweimal zum Einsatz. Von 2011 bis 2014 spielte er für Universidad San Martín in Peru, wo er seine Laufbahn beendete.
Marinelli ist verheiratet und Vater einer Tochter. 